# الاتحاد الدولي للتزلج على الجليد
الاتحاد الدولي للتزلج (بالإنجليزية: International Skating Union)‏ (ISU) هو الهيئة الإدارية الدولية للتخصصات التنافسية للتزلج على الجليد، بما في ذلك التزلج الفني على الجليد والتزلج المتزامن والتزلج السريع والتزلج السريع قصير المضمار. تأسس الاتحاد في هولندا في يوليو عام 1892، مما يجعله واحدًا من أقدم الاتحادات الرياضية الدولية. تشكّل الاتحاد الدولي للتزلج لوضع قواعد وأنظمة دولية موحدة لتخصصات التزلج التي تحكمها، وتنظيم المسابقات الدولية في هذه التخصصات. يقع مقره الآن في لوزان في سويسرا.

## التاريخ

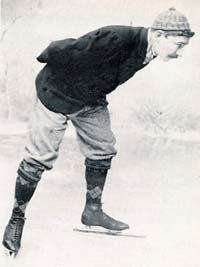
ياب إدين من هولندا، بطل العالم للتزلج السريع ثلاث مرات بعد أن فاز بالألقاب في عام 1893 (السنة التي تلت تأسيس الاتحاد الدولي للتزلج) وعام 1895 وعام 1896.

تأسس الاتحاد الدولي للتزلج في عام 1892 في مدينة سكيفيننجن الساحلية الهولندية. وحضر الاجتماع خمسة عشر رجلاً كممثلين عن الاتحاد الوطني لهولندا وبريطانيا العظمى وألمانيا/النمسا وناديين من ستوكهولم (السويد) وبودابست (المجر). كان أول اتحاد دولي للرياضات الشتوية يحكم التزلج السريع والتزلج على الجليد، إذ وضع قواعد التزلج السريع، تبعه بعد فترة وجيزة التزلج على الجليد. في عام 1895، قام الاتحاد بتبسيط مهمته للتعامل فقط مع المنافسين الهواة وليس المحترفين. استضاف الاتحاد أول بطولة للتزلج للهواة في فبراير 1896 في سان بطرسبرج، روسيا.
شكلت الولايات المتحدة وكندا منظمة منافسة، الاتحاد الدولي للتزلج الأمريكي (ISUA)، في عام 1907. خلال السنتين التاليتين، انضمت اثنتا عشرة دولة أوروبية إلى الاتحاد الدولي للتزلج، ولم يكن لدى الاتحاد الدولي للتزلج الأمريكي سوى الأعضاء الأصليين. تم طي هذا الاتحاد في عام 1927.
نادرًا ما كان المتزلجون على الجليد في أوروبا وأمريكا الشمالية يتنافسون ضد بعضهم البعض بسبب الاختلافات في أساليبهم في التزلج. قام الاتحاد «بتنظيم وترتيب» رياضة التزلج على الجليد، مع مسابقات تشمل «مجموعة مختارة من عشرة أو اثني عشر رقمًا من برنامج الاتحاد... خمس دقائق من التزلج الحر على الموسيقى... [و] شخصيات خاصة» على قدم واحدة. في عام 1911، انضمت كندا إلى الاتحاد، تاركة الولايات المتحدة باعتبارها المنافس الرئيسي الوحيد الذي لم يكن عضوًا. تغير هذا في عام 1923، عندما انضمت جمعية التزلج على الجليد الأمريكية إلى الاتحاد وفي عام 1926، اتبعت هيئة إدارة الرياضة اليابانية للحصول على العضوية.
في البداية ظهرت بطولات الاتحاد العالمية والأوروبية للتزلج السريع والتزلج على الجليد وفي عام 1924، تم تضمين كلا التخصصين في البرنامج الرسمي للألعاب الأولمبية الشتوية الأولى في شامونيكس. تم تقديم نظام الرقص على الجليد في ألعاب إنسبروك عام 1976. بعد عام 1945، واصل الاتحاد الدولي للتزلج نموه ببطء مع انضمام أعضاء من بلدان أخرى في أوروبا وأوقيانوسيا وجنوب إفريقيا.
في عام 1967 أضاف الاتحاد التزلج السريع على المضمار القصير، وأجرى أول بطولة عالمية رسمية في عام 1981. في عام 1992، أصبح الانضباط جزءًا من البرنامج الأولمبي الرسمي. أقيمت الأحداث التي استضافها الاتحاد في 1976-1980 تحت أسماء مختلفة، وحصلت بأثر رجعي على مكانة بطولة العالم. في ذلك الوقت، كانت الرياضة تُعرف باسم التزلج السريع في الأماكن المغلقة، ولكن تمت إعادة تسميتها بالمسار القصير عندما تم تقديم حلبات التزلج الداخلية لأحداث التزلج السريع الأطول.
بحلول عام 1988 انضمت 38 دولة إلى الاتحاد. في غضون السنوات القليلة التالية، تخلى الاتحاد عن إحدى ممارساته القديمة، حيث ألغى استخدام الشخصيات الإلزامية في مسابقات التزلج الفردي على الجليد وقلل من استخدامها في الرقص على الجليد.
خلال السبعينات والثمانينات من القرن العشرين، انضمت عدة دول آسيوية إلى الاتحاد، مصحوبة في أوائل التسعينات بالعديد من البلدان الجديدة الخارجة من تفكك الاتحاد السوفياتي ويوغوسلافيا وتشيكوسلوفاكيا.
في عام 1994 اعترف الاتحاد رسميًا بالتزلج المتزامن وفي عام 2000 تم تنظيم أول بطولة عالمية للاتحاد في مينيابوليس، مينيسوتا في الولايات المتحدة الأمريكية.
بعد دورة الألعاب الأولمبية الشتوية لعام 2002 في سولت ليك سيتي، يوتا، نفذ الاتحاد تغييرات شاملة على العديد من أحداثه. في أحد أحداث التزلج السريع على مضمار قصير، حصل أبولو أنتون أونو على الميدالية الذهبية بعد استبعاد كيم دونغ سونغ من الأهلية. على الرغم من احتجاج وفد كوريا الجنوبية على عدم الأهلية، فإن قواعد الاتحاد لم تسمح بمراجعة دعوة المسؤول. بعد عدة أشهر، وافق الاتحاد على استخدام إعادة تشغيل الفيديو عند توفرها لمراجعة قرارات الحكام. كما تم تغيير قواعد الحكم على التزلج على الجليد نتيجة لفضيحة التزلج على الجليد في دورة الألعاب الأولمبية الشتوية لعام 2002. وفقًا لأوتافيو سينكوينتا، الرئيس السابق للاتحاد، «كان هناك خطأ ما»... ليس الفرد فقط بل النظام أيضًا. كانت موجودة منذ 70 عامًا. نحاول الآن استبدال نظام بآخر. بدأ سريان نظام جديد لتحكيم التزحلق على الجليد في عام 2005، مما أدى إلى القضاء على الدرجات المثالية للنظام 6.0 وبدلاً من ذلك منح نقاط لعناصر فنية مختلفة.
منذ العقد الأول من القرن الحادي والعشرين شهد الاتحاد موجة جديدة من التوسع، مع انضمام العديد من البلدان في آسيا وأمريكا اللاتينية إليه.
في عام 2019، حصلت اتحادات أعضاء من تشيلي وبيرو وتركمانستان وفيتنام على عضوية الاتحاد.

## بطولات الاتحاد
بالإضافة إلى فرض عقوبات على المسابقات الدولية الأخرى يحدد الاتحاد المسابقات التالية كل عام على أنها «بطولات الاتحاد الدولي للتزلج»:
| - بطولة العالم للتزحلق على الجليد السريع (1893–189) - بطولة العالم للتزلج السريع لمسافات فردية (1996-، أقيمت فقط في السنوات غير الأولمبية، باستثناء عام 1998) - بطولة العالم للتزلج السريع (1972–1972) - بطولة العالم للناشئين في التزلج السريع (1974–) - البطولات الأوروبية للتزلج السريع (1893–189) - بطولات القارات الأربع للتزلج السريع (2020–) | - بطولة العالم للتزلج على الجليد (1896–1896) - بطولة العالم للناشئين في التزلج على الجليد (1976–) - البطولات الأوروبية للتزلج على الجليد (1891–189) - بطولات القارات الأربع للتزلج الفني على الجليد (1999-) |

| - بطولة العالم للتزلج السريع على المضمار القصير (1976–) - بطولة العالم لفرق التزلج السريع على المضمار القصير (1991-2011) - بطولة العالم للناشئين للتزلج السريع على المضمار القصير (1994-) - بطولة أوروبا للتزلج السريع على المضمار القصير (1997-) - بطولة القارات الأربع للتزلج السريع على مضمار قصير (2020–) | - بطولة العالم للتزلج المتزامن (2000-) - بطولة العالم للناشئين في التزلج المتزامن (2013–) |

الأحداث مثل الألعاب الأولمبية الشتوية وغيرها ليست بطولات الاتحاد. ومع ذلك، فإنها تحسب ضمن أفضل الدرجات الشخصية.

## بطولة العالم الأولى
مواعيد ومواقع بطولة العالم الأولى في مختلف التخصصات التي أقيمت تحت رعاية الاتحاد:
- 1893: التزلج السريع (للرجال فقط)، أمستردام.
- 1896: التزلج على الجليد (للرجال فقط)، سانت بطرسبرغ.
- 1906: التزلج على الجليد (سيدات)، دافوس.
- 1908: التزلج على الجليد (زوجي)، سانت بطرسبرغ.
- 1936: التزلج السريع (للسيدات)، ستوكهولم.
- 1952: التزلج الفني على الجليد (الرقص على الجليد)، باريس.
- 1970: تزلج سريع، ويست أليس، ويسكونسن.
- 1978: تزلج سريع على مضمار قصير، سوليهول، المملكة المتحدة.
- 2000: التزلج المتزامن، مينيابوليس.

## التعاون مع الرياضات الأخرى
أبرم الاتحاد اتفاقية مع اتحاد الباندي الدولي لاستخدام نفس الساحات. يتزايد التعاون بين الاتحادين، لأن كلاهما له مصلحة في المزيد من الأماكن الداخلية مع بناء أسطح جليدية كبيرة.

## منظمة
الاتحاد الدولي للتزلج هو اتحاد رياضي دولي معترف به من قبل اللجنة الأولمبية الدولية باعتباره الهيئة التي تدير عالميًا التزلج على الجليد ورياضات التزلج السريع مع التخصصات التالية: التزلج السريع، التزلج الفردي والزوجي، الرقص على الجليد، التزلج السريع على مضمار قصير، والتزلج المتزامن تزلج. في حين أن الاتحادات الوطنية الفردية تدير هذه الألعاب الرياضية على المستوى الوطني، فإن جميع الشؤون الدولية تخضع للولاية القضائية والرقابة للاتحاد.
كانت هناك محاولة لإنشاء جمعية بديلة لتحل محل الاتحاد لإدارة وتعزيز رياضة التزلج على الجليد في جميع أنحاء العالم. في مارس 2003، أعلنت مجموعة من العديد من أبطال التزلج على الجليد السابقين (الذين كانوا في ذلك الوقت يتدربون كمدربين وقضاة وحكام) عن إنشاء هيئة حاكمة دولية جديدة للتزلج على الجليد، الاتحاد العالمي للتزلج ("WSF"). فشلت هذه المحاولة في النهاية.

يتم تنظيم الاتحاد كجمعية بموجب القوانين السويسرية (المادة 60 من القانون المدني السويسري). لها هويتها القانونية الخاصة وتقع تحت الولاية القضائية لسويسرا. النظام الأساسي يحدد الغرض من الاتحاد على أنه
تتمثل أهداف وحدة دعم التنفيذ في تنظيم وإدارة وتعزيز رياضات التزلج على الجليد والتزلج السريع وتنميتها على أساس الصداقة والتفاهم المتبادل بين الرياضيين. ستعمل وحدة دعم التنفيذ على توسيع نطاق الاهتمام برياضات التزلج على الجليد والسرعة من خلال زيادة شعبيتها وتحسين جودتها وزيادة عدد المشاركين في جميع أنحاء العالم. تضمن وحدة دعم التنفيذ مراعاة مصالح جميع أعضاء الوحدة واحترامها.
 تتكون الأنظمة الأساسية للاتحاد من دستور الاتحاد بما في ذلك الأحكام الإجرائية، واللوائح العامة، تحدد المبادئ الإطارية. توجد أحكام أكثر تفصيلاً في اللوائح الخاصة والقواعد الفنية للتزلج الفردي والثنائي والرقص على الجليد، التزلج المتزامن التزلج السريع والتزلج السريع على مضمار قصير. تحتوي مدونة أخلاقيات الاتحاد الدولي للتزلج وقواعد مكافحة المنشطات الخاصة بالاتحاد وإجراءات مكافحة المنشطات الخاصة بالاتحاد على مزيد من المبادئ التوجيهية. يمكن أيضًا العثور على أحكام وتحديثات إضافية في اتصالات الاتحاد المنشورة حسب الطلب.

### الأعضاء
أعضاء الاتحاد هم الاتحادات الوطنية الفردية التي تتمثل مهمتها في إدارة التزلج على الجليد والسرعة على المستوى الوطني. يتكون الأعضاء عادة من نوادي التزلج والرياضيون هم أعضاء فرديون في تلك الأندية. اعتبارًا من 20 فبراير 2020، بلغ عدد أعضاء الاتحاد الدولي للتزلج 98 عضوًا.

### مؤتمر الاتحاد
الهيئة الأعلى رتبة في الاتحاد هي مؤتمر الاتحاد. وتتألف من أعضاء الاتحاد الذين يجتمعون مرة كل عامين في اجتماع عادي. يتم تمرير القرارات العادية بأغلبية بسيطة من أصوات أعضاء الاتحاد الممثلين والمصوتين في الكونغرس. تتطلب المقترحات أغلبية ثلثي الأعضاء مؤيدة حتى يتم قبولها.
منذ إنشاء الاتحاد في عام 1892، تم تنظيم 58 اجتماعاً عادياً في المجموع.
1. 1892 -  هولندا، Scheveningen
2. 1895 -  الدنمارك، كوبنهاغن
3. 1897 -  السويد، ستوكهولم
4. 1899 -  المملكة المتحدة، لندن
5. 1901 -  القيصرية الألمانية برلين
6. 1903 -  المجر، بودابست
7. 1905 -  الدنمارك، كوبنهاغن
8. 1907 -  السويد، ستوكهولم
9. 1909 -  هولندا، أمستردام
10. 1911 -  النمسا، فيينا
11. 1913 -  المجر، بودابست
12. 1921 -  هولندا، أمستردام
13. 1923 -  الدنمارك، كوبنهاغن
14. 1925 -  سويسرا، دافوس
15. 1927 -  فرنسا، بآينير لوشون
16. 1929 -  النرويج، أوسلو
17. 1931 -  النمسا، فيينا
18. 1933 -  جمهورية التشيك، براغ
19. 1935 -  السويد، ستوكهولم
20. 1937 -  سويسرا، سان موريتز
21. 1939 -  هولندا، أمستردام
22. 1947 -  النرويج، أوسلو
23. 1949 -  فرنسا، باريس
24. 1951 -  الدنمارك، كوبنهاغن
25. 1953 -  إيطاليا، ستريسا
26. 1955 -  سويسرا، لوزان
27. 1957 -  النمسا، سالزبورغ
28. 1959 -  فرنسا، تور (مدينة)
29. 1961 -  النرويج، برغن
30. 1963 -  فنلندا، هلسنكي
31. 1965 -  النمسا، فيينا
32. 1967 -  هولندا، أمستردام
33. 1969 -  المملكة المتحدة، ميدنهد
34. 1971 -  إيطاليا، البندقية
35. 1973 -  الدنمارك، كوبنهاغن
36. 1975 -  ألمانيا، ميونخ
37. 1977 -  فرنسا، باريس
38. 1980 -  سويسرا، دافوس
39. 1982 -  النرويج، ستافانغر
40. 1984 -  الولايات المتحدة، كولورادو سبرينغز
41. 1986 -  النمسا، Velden am Wörther See
42. 1988 -  سويسرا، دافوس
43. 1990 -  نيوزيلندا، كرايستشرش
44. 1992 -  سويسرا، دافوس
45. 1994 -  الولايات المتحدة، بوسطن
46. 1996 -  سويسرا، دافوس
47. 1998 -  السويد، ستوكهولم
48. 2000 -  كندا، كيبك
49. 2002 -  اليابان، كيوتو
50. 2004 -  هولندا، Scheveningen
51. 2006 -  المجر، بودابست
52. 2008 -  موناكو، موناكو
53. 2010 -  إسبانيا، برشلونة
54. 2012 -  ماليزيا، كوالالمبور
55. 2014 -  أيرلندا، دبلن
56. 2016 -  كرواتيا، دوبروفنيك
57. 2018 -  إسبانيا، إشبيلية
58. 2021[48] -  تايلاند، محافظة بوكيت[47][49]

### مجلس الاتحاد
يشكل مجلس الاتحاد أعلى هيئة للاتحاد بين مؤتمرين. وهي الهيئة التنفيذية للاتحاد وهي مسؤولة عن تحديد سياسات الاتحاد والبت في التنسيق العام لهيكل الاتحاد واستراتيجيته. يتكون المجلس من الرئيس ونائب الرئيس وخمسة أعضاء لفرع التزلج على الجليد ونائب الرئيس وخمسة أعضاء لفرع التزلج السريع.
ويساعد المجلس المدير العام وأمانة الاتحاد. المدير العام مسؤول عن الإدارة اليومية لجميع الأعمال التجارية والأنشطة المالية ذات الصلة بالاتحاد وتشغيل الأمانة.
اعتبارًا من صيف عام 2008 كان الاتحاد يتكون من 63 دولة عضو، مع مجلس إدارة من 11 دولة. لإضافة أي اقتراح إلى جدول أعمال الاجتماعات يجب أن يحظى بدعم أربعة أخماس الأعضاء. تتم الموافقة على الاقتراحات المدرجة على جدول الأعمال بأغلبية ثلثي الأصوات.

#### رؤساء الاتحاد

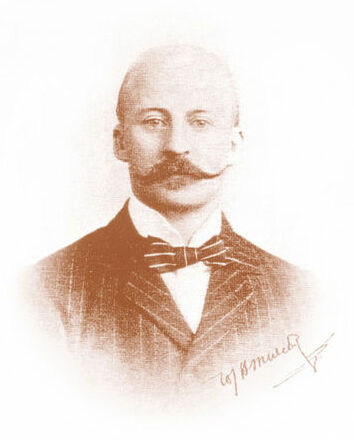
أول رئيس للاتحاد بيم موليير

1. 1892 - 1895 هولندا، Pim Mulier
2. 1895-1925 السويد، فيكتور بالك
3. 1925-1937 السويد، أولريش سالتشو
4. 1937-1945 هولندا، Gerrit WA van Laer[52]
5. 1945–1953 المملكة المتحدة، هربرت ج.كلارك
6. 1953-1967 سويسرا، جيمس كوخ
7. 1967-1967 النمسا، إرنست لابين
8. 1967-1980 فرنسا، جاك فافارت
9. 1980-1994 النرويج، أولاف بولسن
10. 1994-2016 إيطاليا، Ottavio Cinquanta
11. 2016 إلى الوقت الحاضر  هولندا، يان ديجكيما

### لجان الاتحاد
بعد مؤتمر الاتحاد 2018، يتضمن المخطط التنظيمي للاتحاد، إلى جانب مؤتمر الاتحاد ومجلسه بمساعدة أمانة الاتحاد الهيئات التالية:
1. لجنة الانضباط
2. لجنة الرياضيين
3. اللجنة الطبية
4. لجنة التطوير
5. اللجان الفنية.

تشكل اللجنة التأديبية للاتحاد هيئة قضائية له. وهي هيئة مستقلة ينتخبها كونغرس الاتحاد.
تم تقديم لجنة الرياضيين في الاتحاد في المؤتمر العادي السادس والخمسين للاتحاد لعام 2016 في دوبروفنيك وتمثل مناصب المتزلجين داخل الاتحاد، خلال تقديم المشورة إلى مجلس الاتحاد واللجان الفنية ومديري الرياضة والمدير العام والهيئات الداخلية الأخرى.
تنسق اللجنة الطبية في الاتحاد الامتثال للوائح مكافحة المنشطات.
تنفذ لجنة تطوير الاتحاد برنامج تطوير وفقاً لسياسة الاتحاد والميزانية المعتمدة.
تشمل الوظائف الرئيسية للجان الفنية التابعة للاتحاد إعداد القواعد الفنية ورصدها والحفاظ عليها. تم إنشاء اللجان الفنية التالية: التزلج الفردي والثنائي، والرقص على الجليد، والتزلج المتزامن، والتزلج السريع، والتزلج السريع على مضمار قصير.
يتضمن دور الاتحاد كاتحاد رياضي دولي وضع القواعد لضمان الحوكمة السليمة للرياضة، لا سيما فيما يتعلق بصحة الرياضيين وسلامتهم ونزاهة المسابقات. على غرار العديد من الاتحادات الرياضية الدولية، اعتمد الاتحاد قواعد الأهلية. بموجب قواعد الأهلية له، يواجه المتزلجون المشاركون في المسابقات التي لم تتم الموافقة عليها من قبل الاتحاد عقوبات شديدة تصل إلى حظر مدى الحياة من جميع أحداث التزلج الدولية الكبرى.
تاريخيًا، تم السماح للهواة فقط بالتأهل للألعاب الأولمبية وفي عام 1962 أصدرت اللجنة الأولمبية الدولية قواعد الأهلية التي حددت أن الأشخاص الذين يتلقون مكافآت ومزايا مادية أخرى للمشاركة في الرياضة غير مؤهلين للمنافسة في الألعاب الأولمبية. ومع ذلك تطور مفهوم رياضة الهواة بمرور الوقت، انتقل بحلول نهاية الثمانينات نحو الاحتراف. احترامًا للمبادئ الأولمبية، أحدثت قواعد الاتحاد فرقًا في معاملة المتزلجين الهواة والمحترفين الراغبين في التأهل للألعاب الأولمبية. في عام 1986 أزيلت القيود المفروضة على المتزلجين المحترفين وأدخلت فئات الأشخاص «المؤهلين» و«غير المؤهلين» لتحل محل مفهومي «الهواة» و«المحترفين». في عام 1998 أنشأت قواعد الأهلية نظامًا شاملاً للترخيص المسبق من خلال النص على أنه لا يمكن للمتزلجين المؤهلين المشاركة إلا في المسابقات التي وافق عليها الاتحاد، والتي يتم إجراؤها بموجب لوائح الاتحاد من قبل المسؤولين المعتمدين. بموجب قواعد الأهلية لعام 2014، لا يمكن إعادة الشخص الذي انتهك قواعد الأهلية. أدى ذلك إلى حظر مدى الحياة، لأن فقدان الأهلية ليس محدودًا بالوقت.
كانت هناك محاولات من قبل منظمين مستقلين لعقد أحداث بديلة للتزلج السريع.
قدم اثنان من المتزلجين المحترفين، مارك تويتيرت ونيلز كيرستهولت، شكوى وفي 5 أكتوبر 2015، بدأت المفوضية الأوروبية إجراءات رسمية لمكافحة الاحتكار في القيود المزعومة المناهضة للمنافسة التي فرضها الاتحاد الدولي للتزلج على الأنشطة الاقتصادية للرياضيين والمسؤولين وحبس الرهن المزعوم. متنافسون منظمون أحداث رياضية بديلة.
في 20 أكتوبر 2015، نشر الاتحاد الإجراء الخاص بالمنظمين المستقلين للحصول على إذن من مجلس الاتحاد. بموجب قواعد الأهلية لعام 2016 تراوحت العقوبات المفروضة على متزلج يشارك في أحداث غير مصرح بها من تحذير إلى فترات عدم الأهلية تمتد من حد أدنى غير محدد إلى حد أقصى مدى الحياة.
في ديسمبر 2017 قررت المفوضية الأوروبية أن قواعد الأهلية للاتحاد تنتهك قوانين المنافسة في الاتحاد الأوروبي. ومنحت اللجنة الاتحاد 90 يومًا لتعديل القواعد ولم تفرض أي غرامة. لم يوافق الاتحاد على القرار، وعلق إنفاذ القواعد الخاضعة لقرار اللجنة، ووضع قواعد مؤقتة. بالإضافة إلى ذلك، رفع استئنافًا ضد قرار مفوضية الاتحاد الأوروبي المعلق أمام المحكمة العامة للاتحاد الأوروبي.

### الجوانب التجارية
| عام                | 2013   | 2014     | 2015     | 2016     | 2017     | 2018     |
| ------------------ | ------ | -------- | -------- | -------- | -------- | -------- |
| إيرادات            | 49.96  | ▼ 44.44  | ▼ 37.28  | ▼ 34.05  | ▲ 36.94  | ▼ 35.61  |
| صافي الدخل (خسارة) | 10.18  | ▲ 10.78  | ▼ 8.05   | ▼ 0.57   | ▲ 5.44   | ▼ (0.23) |
| الأصول             | 269.24 | ▲ 297.07 | ▲ 299.02 | ▼ 293.88 | ▼ 290.02 | ▲ 324.28 |

يستمد الاتحاد، باعتباره اتحادًا للرياضات الشتوية الأولمبية إيراداته من:
1. شراكات البث من أجل التغطية الإعلامية العالمية لأحداث الاتحاد.
2. اتفاقيات الرعاية.
3. المساهمات المقدمة من اللجنة الأولمبية الدولية للألعاب الأولمبية الشتوية / للشباب.
4. إيرادات الفوائد المكتسبة من الأصول المالية للاتحاد.

في عام 2018 حقق الاتحاد حجم مبيعات عالمي موحد بلغ 35.6 فرنك سويسري مقابل 36.9 مليون فرنك سويسري مليون للسنة المالية 2017.
بالنسبة للسنة المالية 2018، بلغ الدخل التشغيلي لأحداث الاتحاد التلفزيونية (الصافية) حوالي 17 مليون فرنك سويسري، وللفعاليات الإعلانية (اتفاقيات الرعاية) إلى حوالي 6.9 مليون فرنك سويسري.
في حين أن الوضع فيما يتعلق بالأحداث التلفزيونية يبدو مستقرًا نسبيًا، فإن إبرام اتفاقيات الرعاية يصبح أكثر صعوبة بسبب بيئة السوق شديدة التنافسية. وبالتالي لم يتمكن الاتحاد من استبدال الراعي الرئيسي للتزلج السريع باتفاقية مربحة بالمثل. أيضًا، نظرًا لأن أعضاء الاتحاد في الصين وكوريا لم يتمكنوا، لأسباب مختلفة، من استضافة أحداث التزلج السريع على المسار القصير خلال موسم 2018/19، لم يتمكن الاتحاد أيضًا من الحفاظ على اتفاقيات الرعاية في هذين البلدين.
نظرًا لأن تخصصات الرياضة في الاتحاد تساهم بشكل كبير في نجاح الألعاب الأولمبية الشتوية، يمكن للاتحاد أيضًا أن يستمر في الاعتماد على المبالغ الكبيرة التي تقدمها اللجنة الأولمبية الدولية. بعد نجاح دورة الألعاب الأولمبية الشتوية لعام 2018 (OWG) كوريا الجنوبية، زادت هذه المداخيل مقارنة بـ الألعاب الأولمبية الشتوية 2014 وهي قريبة مرة أخرى من مستوى الألعاب الأولمبية الشتوية 2010.
لضمان دخل فائدة سنوي كبير ومستقل عن مصالح الشركاء التجاريين، يتبع االاتحاد سياسة استثمار متحفظة طويلة الأمد. بلغ دخل الفوائد على السندات عالية التصنيف من كريدي سويس وبنك كانتونال فاوديس وبنك يو بي إس المستحقة في نهاية السنة المالية 2018 1.44 فرنك سويسري مليون.
في عام 2020، أطلق الاتحاد جوائز التزلج.

## روابط خارجية
- موقع الويب الرسمي
- نظام التحكيم في الاتحاد الدولي للتزلج - الموقع الرسمي لنظام التحكيم الخاص بالاتحاد (البرامج والأدلة)